# Ciberpolicía Iraní
La Ciberpolicía  iraní (en persa: پلیس فضای تولید و تبادل اطلاعات ایران lit. Policía para la Esfera de la Producción e Intercambio de Información) también conocida como FATA (persa: فتا) es una unidad policíaca de la República Islámica de Irán, fundada en enero de 2011.

## Creación
En 2009, el Jefe de Brigada General de la Policía de Irán, Esmail Ahmadi-Moqaddam, anunció planes para establecer una división de policía cibernética para contrarrestar los "crímenes de Internet".
El 23 de enero de 2011, se lanzó la unidad de policía cibernética de Irán con el brigadier general Kamal Hadianfar como jefe de la nueva fuerza. En la ceremonia inaugural, el jefe de policía Esmail Ahmadi-Moqaddam dijo que la unidad ahora estaba operando en Teherán y que para el final del año iraní, las estaciones de policía en todo el país tendrían sus propias unidades cibernéticas. Según la Agencia France-Presse, Ahmadi-Moqaddam dijo que "la policía cibernética se enfrentaría a grupos antirrevolucionarios y disidentes que usaron redes sociales basadas en Internet en 2009 para desencadenar protestas contra la reelección del presidente Mahmoud Ahmadinejad".

## Actividades
En enero de 2012, la policía cibernética emitió nuevas directrices para los cibercafés, que requieren que los usuarios proporcionen información personal que los propietarios de los cafés mantendrían durante seis meses, así como un registro de los sitios web que visitaron. Las reglas también requieren que los propietarios de los cibercafés instalen cámaras de televisión de circuito cerrado y mantengan las grabaciones durante seis meses. La ciberpolicía afirmó que las medidas se están implementando porque "a los ciudadanos les preocupa el robo de información". Sin embargo, según Golnaz Esfandiari, de Radio Free Europe/Radio Liberty, las nuevas reglas "también crearán un libro de registro que las autoridades pueden usar para rastrear a los activistas o a cualquier persona que se considere una amenaza para la seguridad nacional".
El mismo mes, la policía cibernética también arrestó a cuatro administradores de un grupo de Facebook que había lanzado una competición de belleza en línea. El jefe de la ciberpolicía anunció que el grupo había sido "destruido" por difundir corrupción e inmoralidad.
En junio de 2012, los medios iraníes informaron que la ciberpolicía lanzaría una ofensiva contra las redes privadas virtuales (VPN), que muchos iraníes utilizan para eludir la censura del gobierno en Internet.

## Fallecimiento de Sattar Beheshti
El 30 de octubre de 2012, la policía cibernética arrestó a Sattar Beheshti, de 35 años, por "acciones contra la seguridad nacional en redes sociales y Facebook". Beheshti había criticado al gobierno iraní en su blog.  Beheshti fue encontrado muerto en su celda el 3 de noviembre, y se cree que fue torturado hasta la muerte por las autoridades policiales cibernéticas.
La muerte de Beheshti desató la condena internacional y "generó un raro torrente de críticas por parte de los funcionarios" en Irán. El miembro del parlamento iraní Mehdi Davatgari acusó a la policía cibernética de haber retenido ilegalmente a Beheshti durante la noche sin una orden judicial y pidió la "renuncia o destitución del jefe de policía cibernética". El 1 de diciembre de 2012, el jefe de la unidad de policía cibernética de Teherán , Mohammad Hassan Shokrian, fue despedido por la muerte de Beheshti por "fallas y debilidades en la supervisión adecuada del personal bajo su supervisión".